# Matrimonio igualitario en Delaware
El matrimonio igualitario en el estado estadounidense de Delaware, fue aprobado con el respaldo de la Cámara de Representantes, el Senado y el gobernador Jack Markell, convirtiéndose en el undécimo estado en legalizarlo.
La ley fue aprobada por la Cámara de representantes el 23 de abril de 2013 por 23 a 18. Dos semanas después, el 7 de mayo de 2013, el Senado dio el visto bueno 12 votos a favor y 9 en contra. La ley fue sancionada por el Gobernador de Delaware, Jack Markell, nada más terminar la votación.
La ley entró en vigor el 1 de julio de 2013.